# Selci Križovljanski
Selci Križovljanski is een plaats in de gemeente Cestica in de Kroatische provincie Varaždin. De plaats telt 174 inwoners (2001).